# 郭爽
郭 爽（かく そう、グオ・シュアン、ラテン文字翻記:Guo Shuang。1986年2月26日 - ）は、中華人民共和国、内モンゴル自治区通遼市ホルチン区出身 の女子自転車競技（トラックレース）選手。

## 戦歴
2003年
- ジュニア世界選手権自転車競技大会
  - スプリント 優勝
  - 500mタイムトライアル(500mTT) 優勝

2004年
- ジュニア世界選手権自転車競技大会
  - スプリント 優勝
- UCIトラックワールドカップクラシックス
  - モスクワ大会 ケイリン 優勝
  - ロサンゼルス大会 ケイリン 優勝

2006年
- 世界自転車選手権
  - 個人スプリント 3位
  - ケイリン 3位。
- アジア競技大会
  - 個人スプリント 優勝
  - 500mタイムトライアル（35秒175の大会新記録）優勝

2007年
- 世界自転車選手権
  - 個人スプリント 2位
  - ケイリン 2位

2008年
- 北京オリンピック・スプリント準決勝において、アンナ・メアーズと対戦。1-1で迎えた3本目、最後の直線にさしかかる地点で、メアーズを故意に内側へ押し込んだとみなされ、形の上では先着しながらも、失格を取られ敗戦。3位決定戦に回ってウィリー・カニスを下し、銅メダルを獲得した。

2009年
- トラックレース世界選手権・ケイリンを制し、悲願の世界一の座を掴んだ。

2010年
- UCIトラックワールドカップ2009-2010
  - 北京大会 スプリント及びケイリン 優勝
- 世界選手権
  - スプリント 2位。
- アジア競技大会
  - スプリント 優勝
  - 500mTT 2位
- UCIトラックワールドカップ2010-2011
  - メルボルン大会 チームスプリント 優勝

2011年
- 第31回アジア自転車競技選手権大会
  - スプリント 優勝
  - ケイリン 優勝
  - 500mTT 2位
- UCIトラックワールドカップ2010-2011
  - マンチェスター大会 ケイリン 優勝
- 世界選手権
  - チームスプリント 3位

2012年
- UCIトラックワールドカップ2011-2012
  - 北京大会 スプリント & ケイリン & チームスプリント優勝
  - ロンドン大会 スプリント 優勝
- トラックレース世界選手権
  - チームスプリント 3位
- ロンドンオリンピックでは、出場した3種目全てでメダルを獲得した。
  -  チームスプリントでは、宮金傑とのペアで挑んだ。予選では32秒447、1回戦では32秒422と、いずれも世界新記録をマーク。決勝で対戦したドイツにも先着してゴールしたが、後に、第2走の宮が、退避途中である第1走の郭を先に追抜いたとみなされたため[2]、2位に降格となってしまった。
  -  ケイリン 2位
  -  スプリント 3位。